# Jip Dicke
Jip Dicke (Den Haag, 9 juli 2002) is een Nederlands hockeyspeelster. In clubverband is ze actief als aanvaller bij SCHC. Sinds 2025 speelt Dicke voor de Nederlandse hockeyploeg. Ze is het jongere zusje van hockeyspeelster Pien Dicke.

## Biografie
Dicke komt uit voor SCHC in de Hoofdklasse, waar ze samen met haar zus speelt. Voorheen kwam ze uit voor HDM.
Dicke werd in 2025 voor het eerst geselecteerd voor de Nederlandse hockeyploeg in de Hockey Pro League 2024/25. Ze maakte uiteindelijk haar debuut tijdens een wedstrijd tegen Australië, waar ze eveneens samen speelde met haar zus Pien. Ze waren daarmee het zevende zussenduo in de Nederlandse hockeyploeg.
Voor haar debuut in Oranje kwam Dicke uit voor Jong Oranje. Met dit team won ze tweemaal het WK junioren. De eerste titel was in 2022 in Potchefstroom. Een jaar later volgde een nieuwe titel in Santiago. Op dit toernooi maakte Dicke voor het laatst haar opwachting in Jong Oranje.